# Anthony Kohlmann
Anthony Kohlmann SJ (nascido Antoine Kohlmann; 13 de julho de 1771 — 11 de abril de 1836) foi um padre católico da Alsácia, missionário e educador jesuíta. Ele desempenhou um papel decisivo na formação da Diocese de Nova York, onde foi objeto de uma acção judicial que pela primeira vez reconheceu o privilégio confessional nos Estados Unidos, e serviu como presidente da Universidade de Georgetown de 1817 a 1820.
Fugindo da perseguição aos católicos durante a Revolução Francesa, Kohlmann ingressou na Sociedade do Sagrado Coração e ministrou em toda a Europa. Depois, entrou na Companhia de Jesus e partiu para os Estados Unidos como missionário em 1806, onde ensinou no Colégio de Georgetown e ministrou a congregações de língua alemã na região do médio atlântico. Em 1808 tornou-se administrador apostólico e vigário-geral da recém-criada Diocese de Nova York, na ausência do seu primeiro bispo. Ele também foi pastor da única igreja católica da cidade e estabeleceu a primeira catedral da diocese em 1809. Ele também fundou a Instituição Literária de Nova York, que acabou por levar para a área rural da actual Catedral de São Patrício, estabeleceu um orfanato e introduziu as freiras ursulinas nos Estados Unidos.
Em 1813 Kohlmann foi alvo de uma acção judicial para obrigá-lo a revelar a identidade de um ladrão cuja identidade ele descobriu durante uma confissão. DeWitt Clinton decidiu que o governo não poderia obrigá-lo a violar o selo do confessionário, estabelecendo o privilégio confessional pela primeira vez nos Estados Unidos. Kohlmann voltou a Maryland em 1815 como superior da Missão dos Jesuítas de Maryland e presidente da Universidade de Georgetown. Três anos depois deixou Georgetown para estabelecer o Seminário de Washington.
Tomando conhecimento dos seus escritos sobre o unitarismo, o Papa Leão XII nomeou Kohlmann para a cadeira de teologia da Pontifícia Universidade Gregoriana de Roma em 1824. Ele ascendeu a consultor do Colégio dos Cardeais e de várias congregações da Cúria, culminando na sua nomeação como Qualificador da Inquisição.

## Infância e juventude
Antoine Kohlmann nasceu no dia 13 de julho de 1771, em Kaysersberg, na região da Alsácia, então parte do Reino da França. Quando jovem, começou os seus estudos na cidade vizinha de Colmar. Ele juntou-se à ordem capuchinha, mas com a perseguição da ordem durante a descristianização da França da Revolução Francesa, Kohlmann fugiu para a Suíça. Lá completou os seus estudos teológicos no Collège Saint-Michel, e foi ordenado sacerdote em Friburgo em abril de 1796. O irmão de Kohlmann, Paul, também se tornou padre e juntou-se a ele nos Estados Unidos.

### Ministério
Pouco depois da sua ordenação juntou-se à Sociedade do Sagrado Coração e completou o período de noviciado em Göggingen. Ele ministrou em toda a Áustria ao longo de dois anos, durante os quais foi elogiado pelo seu trabalho em Hagenbrunn durante uma praga. Em seguida foi para a Itália, onde foi capelão num hospital militar em Pavia por dois anos. Kohlmann foi enviado para a Baviera em 1801, onde se tornou diretor do Seminário Eclesiástico de Dillinge: depois passou um tempo como reitor de um colégio em Berlim antes de fundar um colégio em Amsterdão administrado pelos Padres da Fé de Jesus, uma ordem com a qual a Sociedade do Sagrado Coração se havia fundido em 1799.
Kohlmann solicitou a sua admissão na Companhia de Jesus que, apesar da sua supressão mundial desde 1773, continuava a operar no Império Russo. Durante a sua espera de dois anos para receber uma decisão sobre a sua candidatura, residiu no Colégio Kensington em Londres, onde aprendeu inglês. Ele acabou por ser aconselhado a viajar para a Rússia e chegou a Riga em junho de 1805, onde entrou no noviciado jesuíta em Daugavpils no dia 21 de junho de 1803; passou apenas um ano até que os superiores estivessem convencidos de que ele era academicamente qualificado. No ano seguinte, John Carroll, bispo de Baltimore, fez um apelo para mais jesuítas nos Estados Unidos, e Kohlmann foi enviado como missionário antes de fazer os seus votos finais.

## Missionário nos Estados Unidos
Kohlmann deixou Hamburgo no dia 20 de agosto de 1806 e chegou a Baltimore a 4 de novembro. Nos Estados Unidos começou a anglicizar o seu nome como Anthony. O superior-geral permitiu formalmente que os Jesuítas fossem restaurados nos Estados Unidos em 1805, e um noviciado foi aberto no ano seguinte na Universidade de Georgetown em Washington, D.C. Francis Neale foi nomeado mestre dos noviços, e Kohlmann, embora ele próprio ainda fosse um novato, foi nomeado socius e também designado para ensinar filosofia. Kohlmann introduziu muitos dos costumes que os jesuítas no exílio do Império Russo observavam. Enquanto estava em Georgetown fez várias viagens para ministrar à população de Alexandria, Virgínia, Baltimore e às congregações de língua alemã na zona rural da Pensilvânia. Ele também ouviu confissões de paroquianos na Igreja da Santíssima Trindade na Filadélfia devido ao facto de o seu pastor não dominar a língua inglesa.

### Nova York

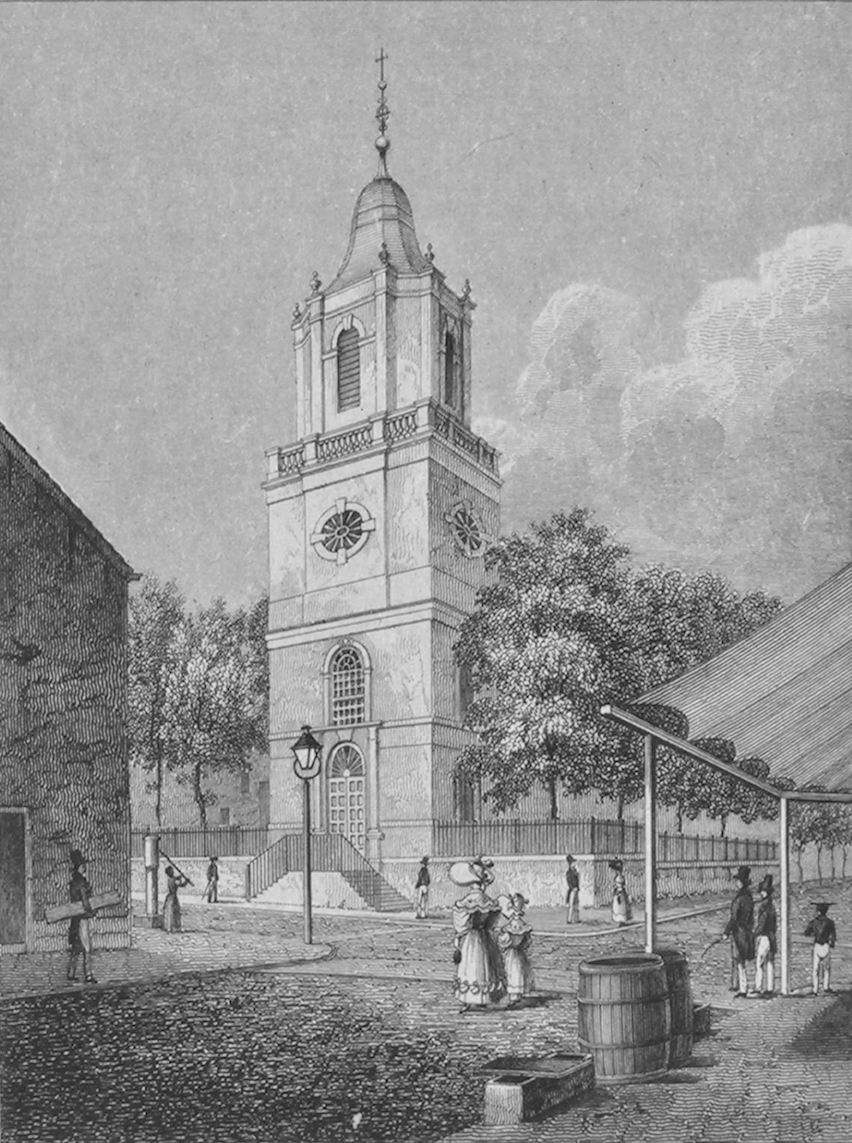
A Igreja de São Pedro era a única igreja católica na cidade de Nova York quando Kohlmann se tornou seu pastor em 1808

O bispo Carroll achava difícil governar uma diocese cujo território abrangia todos os Estados Unidos. A igreja em Nova York sofria com negligência e má administração, e ele havia solicitado repetidamente às autoridades de Roma que removessem Nova York da diocese para que esta pudesse formar uma diocese separada. Antes que qualquer notícia chegasse sobre se o seu pedido seria ou não concedido e de R. Lucas Concanen ser nomeado como o primeiro bispo de Nova York,  Carroll enviou um grupo de clérigos para Nova York. Chefiado por Kohlmann, era composto por Benedict Fenwick e quatro escolásticos jesuítas. Chegando em outubro de 1808, Kohlmann assumiu a responsabilidade pastoral de cerca de 14 mil católicos que eram principalmente irlandeses, franceses e alemães. Ao chegar, Kohlmann encontrou Nova York a sofrer com uma depressão económica resultante da Lei do Embargo de 1807.
Kohlmann tornou-se pastor da Igreja de São Pedro, substituindo Matthew Byrne, que buscava ser dispensado para que pudesse ingressar na Companhia de Jesus. Lá, celebrou missas em inglês, francês e alemão para os paroquianos multilíngues da congregação. Ele também foi prolífico na administração de outros sacramentos, visitando hospitais e ensinando catequese. Ele também criou uma arrecadação de fundos entre os paroquianos para os pobres.
Kohlmann determinou que a Basílica de São Pedro era inadequada para servir a toda população católica da cidade de Nova York e deu início ao estabelecimento de uma nova igreja que serviria como catedral da diocese. Ele comprou um terreno no que então era a periferia da cidade de Nova York, entre fazendas e à beira de terreno bravio. No dia 8 de junho de 1809 a pedra angular da Velha Catedral de São Patrício foi lançada. Kohlmann supervisionou a sua conclusão e dedicou-a a São Patrício. Em 1809 tornou-se no primeiro pastor da catedral, juntamente com Fenwick. Após a sua conclusão, a Velha Catedral de São Patrício tornou-se na maior e mais ornamentada igreja do estado de Nova York. Nessa época Concanen ainda não havia chegado da Europa, atrasado pelas Guerras Napoleónicas. Portanto, a 11 de outubro daquele ano, a pedido do Bispo Concanen, John Carroll nomeou Kohlmann Vigário-geral da Diocese de Nova York.
Em 1809, no curso dos seus deveres pastorais, Kohlmann e Fenwick foram chamados ao leito de morte de Thomas Paine, um ateu declarado, que desejava que os padres pudessem curá-lo. No entanto, quando eles tentaram fazer com que ele deixasse as suas crenças ateístas, Paine ficou furioso e expulsou-os da sua casa. Em 1810 o Bispo Concanen morreu em Nápoles, nunca tendo chegado à sua diocese na América. Com efeito, Kohlmann foi nomeado administrador apostólico da diocese. Quando parecia que o sucessor de Concanen, John Connolly, chegaria com sucesso aos Estados Unidos, Kohlmann foi chamado de volta a Maryland em janeiro de 1815; ele foi sucedido por Fenwick como vigário-geral de Nova York e pastor da Igreja de São Pedro.

#### Instituição Literária de Nova York

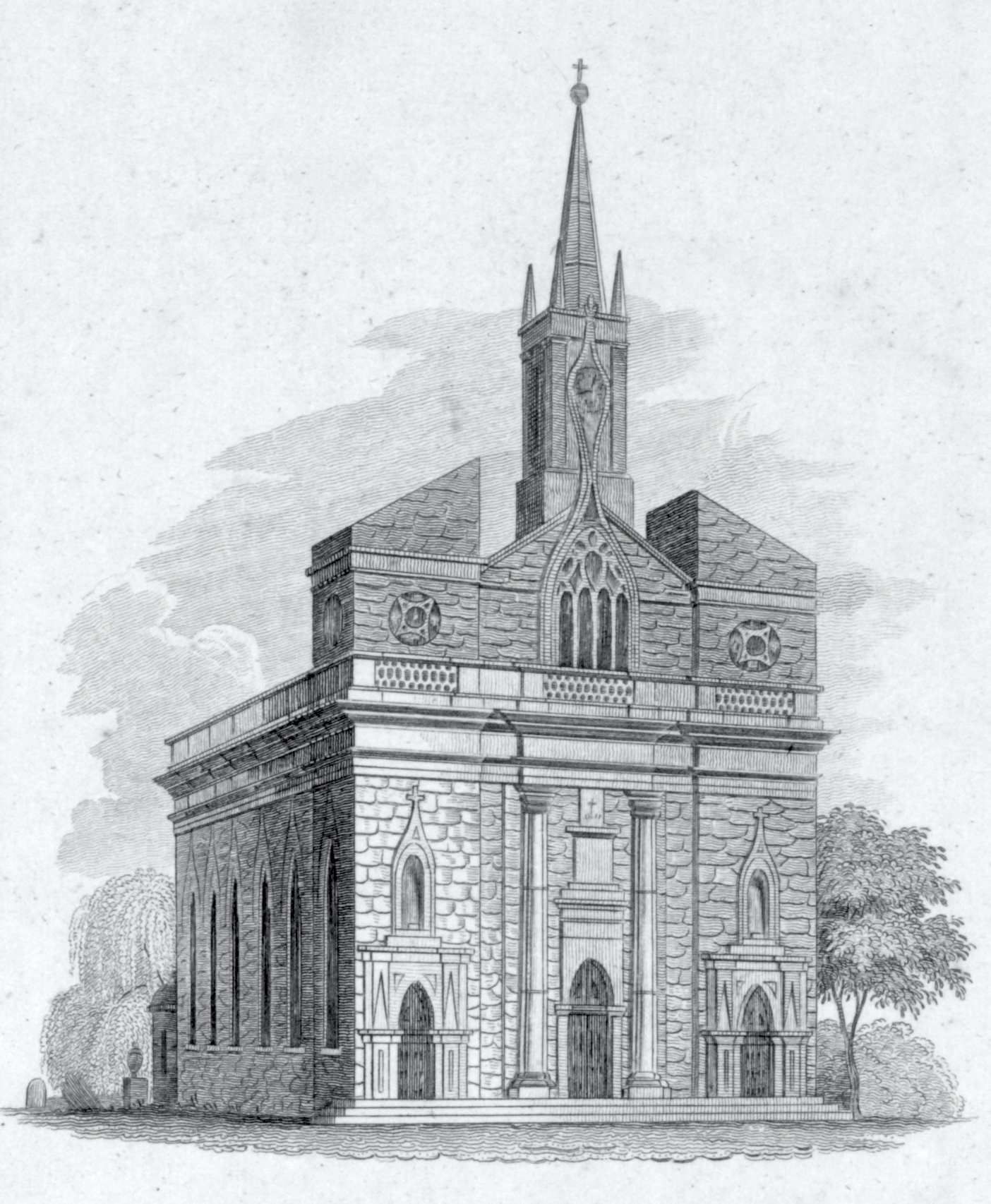
Kohlmann fundou a Velha Catedral de São Patrício e a Instituição Literária de Nova York, que ficavam em frente uma da outra

Além do seu trabalho pastoral, Carroll encarregou Kohlmann de estabelecer um colégio católico na cidade. Assim, em 1808, Kohlmann abriu uma escola clássica chamada Instituição Literária de Nova York, que funcionou como uma ramificação da Universidade de Georgetown. Ele alugou uma casa em Mulberry Street, em frente à catedral, onde os quatro escolásticos jesuítas começaram a ensinar a 35 estudantes católicos e protestantes. Com a escola a crescer para além das suas capacidades físicas, em setembro de 1809 teve que ser transferida para Broadway e, em março do ano seguinte, Kohlmann mudou a escola para o interior da cidade de Nova York, do outro lado da rua do Jardim Botânico Elgin. O novo local da Instituição Literária de Nova York mais tarde abrigaria a nova Catedral de São Patrício no centro de Manhattan. Após a sua mudança, a escola começou a prosperar. Kohlmann, no entanto, continuou a residir na Mulberry Street, onde poderia exercer as suas funções pastorais na Velha Catedral e em São Pedro; por isso, nomeou Benedict Fenwick presidente da escola.
Kohlmann ficou convencido de que a cidade de Nova York permaneceria como a cidade proeminente nos Estados Unidos e que os jesuítas deveriam concentrar os seus esforços no estado, em vez de se concentrarem nas suas plantações rurais em Maryland, que ele descreveu como "cemitérios para europeus". Ele chegou a defender a transferência da Universidade de Georgetown para Nova York, que ele argumentou ser de "maior importância para a Sociedade do que todos os outros estados juntos". Em pouco tempo os superiores jesuítas em Maryland determinaram que não havia jesuítas suficientes para atender tanto a escola de Nova York quanto Georgetown. Portanto, apesar dos protestos de Kohlmann, a Instituição Literária de Nova York foi dissolvida em 1813, e os jesuítas foram chamados de volta a Maryland.
Além da Instituição Literária de Nova York, Kohlmann estabeleceu uma escola para meninas em abril de 1812 perto da instituição literária. A escola foi colocada sob os cuidados das freiras ursulinas, que ele convidou do Condado de Cork, na Irlanda, para administrar a nova escola. As freiras aceitaram o convite de Kohlmann com a condição de que ficassem apenas enquanto recebessem noviças para a sua ordem. A sua chegada marcou a primeira presença da ordem das ursulinas nos Estados Unidos. Quando o seu desejo por noviças não se concretizou, as freiras voltaram para a Irlanda, três anos após sua chegada. Kohlmann também estabeleceu um orfanato que colocou sob os cuidados de freiras trapistas que fugiram da perseguição na França. Essa instituição teve vida curta, pois as trapistas partiram para Le Havre em outubro de 1814.

#### Selo do confessionário
Em 1813 Kohlmann foi objecto de um processo que atingiu o interesse nacional. Um comerciante da cidade de Nova York, James Keating, acusou um homem chamado Phillips e a respectiva esposa de roubar mercadorias dele. A polícia processou os dois acusados, mas, antes que o julgamento pudesse ser encerrado, Keating declarou que havia recebido uma restituição, com Kohlmann actuando como intermediário na transação. O promotor distrital do condado de Nova York intimou Kohlmann para fornecer o nome do ladrão que pagou a restituição, mas Kohlmann recusou-se a revelar a sua identidade, afirmando que ela havia sido revelada durante o Sacramento da Penitência e, portanto, ficava protegido pela lei canónica pelo selo do confessionário. Em resposta à exigência do promotor distrital de que revelasse o ladrão, Kohlmann afirmou que antes ser preso ou morto do que violar o selo.
Kohlmann foi levado perante o Tribunal de Sessões Gerais para obrigá-lo a fornecer a identidade do ladrão. Ele foi representado por dois advogados de defesa protestantes: Richard Riker e William Sampson. Os quatro juízes, DeWitt Clinton, Josiah Ogden Hoffman, Richard Cunnin e Isaac Douglas decidiram a favor de Kohlmann, citando a liberdade religiosa como base para a sua decisão. Falando por um tribunal unânime, DeWitt Clinton escreveu:

É essencial para o livre exercício da religião que as suas ordenanças sejam administradas — que suas cerimónias, bem como os seus fundamentos, sejam protegidos [...] O segredo é a essência da penitência. O pecador não confessará, nem o padre receberá a sua confissão, se o véu do segredo for removido.
A decisão do tribunal representou o primeiro reconhecimento legal do privilégio confessional nos Estados Unidos. Como resultado, o poder legislativo do Estado de Nova York aprovou uma lei no dia 10 de dezembro de 1828 codificando o privilégio confessional: que quando os clérigos vierem a saber dos factos através da sua capacidade ministerial e a sua denominação impuser um requisito de sigilo, eles não podem ser obrigados a revelar esses factos. Kohlmann também escreveu um livro dirigido a não católicos, explicando a doutrina católica sobre o Sacramento da Penitência.

### Maryland e Washington, D.C.
Ao chegar a Maryland em 1815 Kohlmann foi nomeado mestre de noviços no noviciado de White Marsh. Pouco depois Giovanni Antonio Grassi deixou Maryland e foi para Roma, e Kohlmann sucedeu-o como superior da Missão dos Jesuítas em Maryland a 10 de setembro de 1817. Como superior, Kohlmann defendia a venda das plantações dos jesuítas na zona rural de Maryland, a fim de financiar o estabelecimento de outras faculdades nas principais cidades americanas. Os jesuítas anglo-americanos opuseram-se ferozmente a essa proposta. Desentendimentos entre os jesuítas da Europa Continental nos Estados Unidos e os anglo-americanos tornaram-se tão grandes que o superior-geral jesuíta enviou Peter Kenney como visitante. Ele também assumiu o cargo de superior de missão de Kohlmann no dia 23 de abril de 1819.

#### Universidade de Georgetown

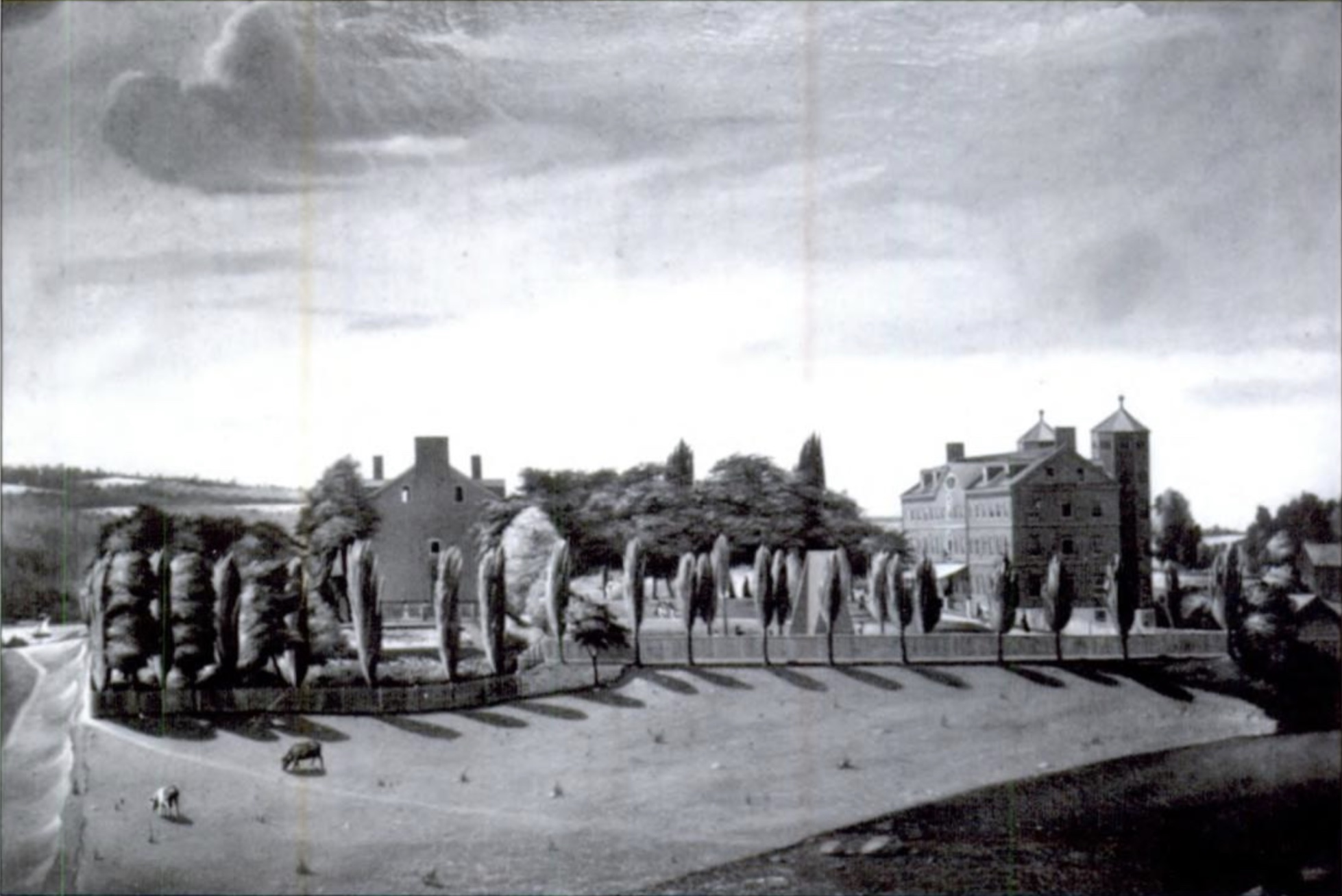
Representação inicial do campus do Colégio de Georgetown, com Old North à direita

Quando Benedict Fenwick partiu para Roma em 1817, Kohlmann foi nomeado para sucedê-lo como presidente da Universidade de Georgetown. Embora Kohlmann permanecesse convencido de que os jesuítas deviam fechar Georgetown para permitir que concentrassem os seus escassos recursos na instrução de jesuítas, ele não tentou fechar a universidade enquanto esteve no cargo. Kohlmann alinhou-se com os jesuítas europeus que defendiam um currículo clássico rigoroso que dava ênfase especial ao latim e ao grego antigo, enquanto os jesuítas anglo-americanos apoiavam uma menor ênfase nos clássicos a favor da matemática e da ciência. Ele também encorajou o proselitismo dos estudantes protestantes, ao qual os seus pais e alguns dos jesuítas anglo-americanos se opuseram.
Durante a sua administração o número de alunos matriculados na faculdade diminuiu um pouco. Isso deveu-se em grande parte ao Pânico de 1819 e em parte à disciplina rígida que Kohlmann impôs, que resultou na expulsão ou transferência de um número significativo de alunos. Em 1818 os alunos da universidade revoltaram-se contra essa disciplina conspirando para matar o prefeito dos alunos, Stephen Larigaudelle Dubuisson, que era responsável por manter a disciplina. Embora essas conspirações tenham-se tornado frequentes em outras faculdades americanas, esta foi a primeira vez que tal esquema surgiu numa faculdade católica. No entanto, o esquema foi descoberto antes que pudesse ser posto em prática, e Kohlmann expulsou os seis conspiradores. No geral, a sua liderança na faculdade não foi considerada bem-sucedida. O mandato de Kohlmann como presidente da universidade terminou em 1820, e ele foi sucedido por Enoch Fenwick.

#### Seminário de Washington
Em 1819 um prédio foi construído ao lado da Igreja de São Patrício no centro de Washington, D.C. Era para servir como a casa do Seminário de Washington, que foi concebido como um noviciado jesuíta independente, para aliviar a superlotação em Georgetown. Contudo isso nunca se concretizou, e o prédio ficou sem uso por um ou dois anos. Em vez disso, o noviciado encontrou outro local, e o Seminário de Washington foi inaugurado como um escolasticado jesuíta, sob a liderança de Kohlmann. Ele tornou-se no primeiro presidente e reitor da escola a 15 de agosto de 1820, tendo também assumido o cargo de professor de dogma.
Logo após a sua fundação, católicos proeminentes na área solicitaram a Kohlmann que abrisse a escola para alunos laicos, e ele concordou. Os primeiros alunos laicos foram matriculados no dia 1 de setembro de 1821, ao lado dos jesuítas. Kohlmann admitia alunos diurnos com relutância e por necessidade financeira, pois violava uma lei da ordem dos jesuítas que os proibia de aceitar compensação pela educação de jovens. Como resultado de não ser mais exclusivamente para a formação sacerdotal, a escola seria mais tarde renomeada como Colégio de Gonzaga. A escola prosperou e tornou-se na escola diurna mais proeminente em Washington.
Em resposta aos escritos do ministro unitarista Jared Sparks, dirigidos aos leitores de Baltimore, Kohlmann publicou um livro apologético intitulado Unitarianism, Theological and Philosophically Considered. O livro foi bem recebido nos círculos católicos; várias edições foram publicadas e foi considerado suficientemente confiável para ser lido em voz alta no refeitório do Seminário de Santa Maria em Baltimore. O mandato de Kohlmann como presidente chegou ao fim em 1824, quando ele foi chamado de volta a Roma pelo Papa Leão XII, e foi sucedido por Adam Marshall.
Kohlmann envolveu-se na suposta cura milagrosa de Ann Mattingly, irmã de Thomas Carbery, prefeito do Distrito de Columbia. Kohlmann instruiu-a a rezar uma novena em união com Alexandeer von Hohenlohe, que ganhara a reputação de realizar milagres. A 10 de março de 1824 a saúde de Mattingly foi restaurada. Apesar da cautela do arcebispo Ambrose Maréchal e William Matthews (pastor de Mattingly), Kohlmann foi o enfático a declarar a cura como um milagre e publicou um relato num jornal de Baltimore. Procurando que o milagre fosse declarado verdadeiro, ele mais tarde arranjaria uma audiência com o papa Leão XII, na qual o papa ficou impressionado com o evento e ordenou que um panfleto sobre ele fosse traduzido para o italiano e publicado.

## Vida posterior

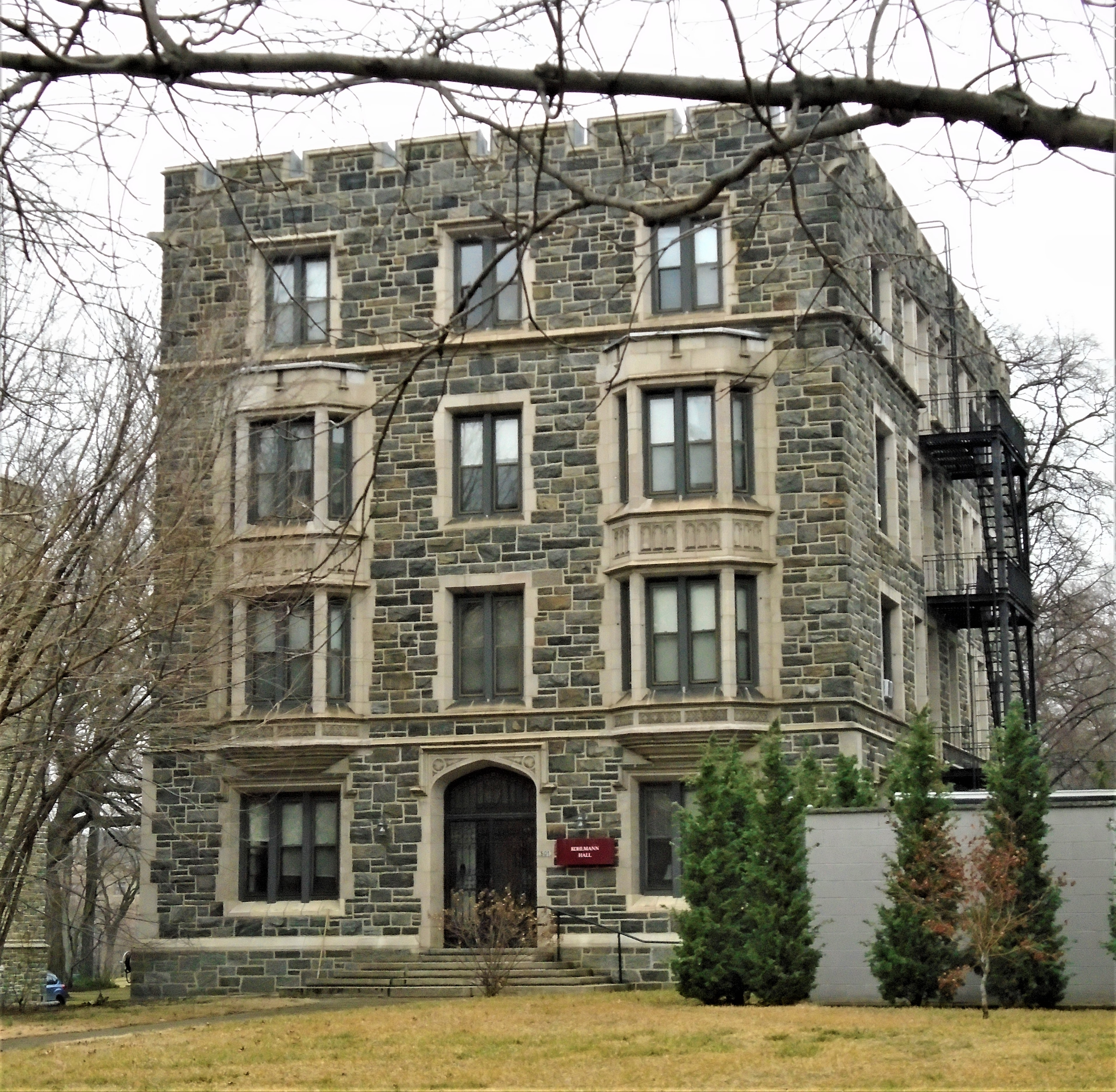
O Kohlmann Hall na Fordham University, construído em 1923

Em 1824 o Papa Leão XII colocou a Pontifícia Universidade Gregoriana sob os cuidados da Companhia de Jesus, como estava antes da supressão da ordem. Impressionado com o livro de Kohlmann sobre Unitarismo, nomeou-o para a cadeira de teologia da universidade. Kohlmann ocupou este cargo por cinco anos, durante os quais um dos seus alunos foi Vincenzo Gioacchino Pecci, que se tornaria o Papa Leão XIII; outro foi Paul Cullen, que se tornaria no arcebispo de Dublin e no primeiro cardeal irlandês.
A inquisição de Pecci por Kohlmann durante a defesa pública académica deste último chamou novamente a atenção do papa, que o nomeou consultor da Congregação para Assuntos Eclesiásticos Extraordinários e da Congregação de Bispos e Regulares. Ele também tornou-se num consultor da equipa do Colégio dos Cardeais. O Papa Gregório XVI promoveu-o dentro do corpo curial à posição de Qualificador da Inquisição e até considerou fazê-lo cardeal. Em 1830 Kohlmann renunciou ao cargo e passou um ano como diretor espiritual no Colégio Romano. Em 1831 retirou-se para a casa jesuíta anexa à Igreja de Jesus, onde serviu como confessor auxiliado pelo conhecimento de várias línguas. Em 1836 a saúde de Kohlmann começou a deteriorar-se e ter-se-á sobrecarregado ao ouvir confissões durante o período da Quaresma. Ele viria a falecer no dia 11 de abril de 1836.
O Kohlmann Hall na Universidade Fordham foi construído em 1923 e nomeado em sua homenagem. Originalmente a sede da província de Nova York da Ordem dos Jesuítas, foi mais tarde convertida na residência para os Jesuítas que lecionavam na Escola Preparatória de Fordham.

## Obras
- Kohlmann, Anthony (1821). Unitarianism Philosophically and Theologically Examined 1st ed. Washington, D.C.: Henry Guegan. OCLC 4668988. Consultado em 5 de julho de 2020. Cópia arquivada em 5 de julho de 2020 – via Google Books
- Kohlmann, Anthony (maio de 1875). «Unpublished Letters of Fr. Anthony Kohlmann, S.J., with a Short Account of His Life» (PDF). Woodstock Letters. 4: 137–150. Consultado em 26 de junho de 2020. Cópia arquivada (PDF) em 9 de março de 2020 – via Jesuit Archives
- Kohlmann, Anthony (abril de 1906). «Exemplar Litterarum P. Antonii Kohlmann ad A. R. P. N. Datarum Ex Amereica Fœderata» [A Copy of the Letters of Fr. Anthony Kohlmann to the A.R.P.N. from the American Federation] (PDF). Woodstock Letters (em latim). 35: 1–10. Consultado em 26 de junho de 2020. Cópia arquivada (PDF) em 26 de junho de 2020 – via Jesuit Archives